# Djebel al Qamr
Le djebel al Qamr (ou al Qamar) est un petit massif montagneux situé au sultanat d'Oman, dans le Dhofar au Sud du pays, à l'ouest de Salalah et à proximité immédiate de la frontière avec le Yémen. Il culmine à 1 411 m d'altitude.
Il abrite notamment des bouquetins de Nubie (Capra nubiana).